# Islario General

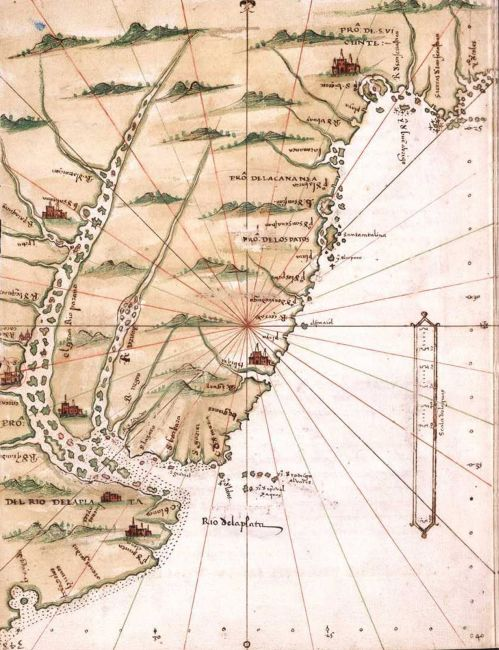
Río de la Plata tal y como aparece en el Islari.

El Islario general de todas las islas del mundo (1541) es un texto de geografía en cuatro volúmenes de Alonzo de Santa Cruz sobre las islas del mundo.

## Composición
El Islario fue una empresa monumental, compuesta por ocho mapas regionales, 103 mapas locales, y un mapa de México. Algunos volúmenes de la obra están dedicados a Carlos V.
La obra contiene mapas y una descripción en prosa. Se asemeja a De situ orbis de Pomponius Mela en la organización, tomando su forma literaria a partir de la disposición física de los elementos geográficos que describe. Una parte sustancial de la información que informa Santa Cruz también deriva de textos geográficos antiguos. Sánchez argumenta que la parte del texto del Nuevo Mundo fue, como una serie de otras obras de geografía del siglo XVI, "producidas para facilitar la administración del Nuevo Mundo".
Contiene el primer o segundo relato sobre las llamas andinas en la cartografía occidental.

## Conservación archivística
Entre las copias manuscritas de este Islario General, hay un ejemplar en la Biblioteca Nacional de España con el título raspado poniendo el nombre de García Céspedes, sucesor de Santa Cruz, atribuyéndole la totalidad de la obra. Un ejemplar ha permanecido en la Biblioteca Municipal de Besançon, con otros dos ejemplares que se encuentran en la Biblioteca Imperial de Viena.